# Bulbophyllum minutissimum
Bulbophyllum minutissimum là một loài phong lan thuộc chi Bulbophyllum.